# CPED1
CPED1‏ (Cadherin like and PC-esterase domain containing 1) هوَ بروتين يُشَفر بواسطة جين CPED1 في الإنسان.